# Železná Breznica
Zvolenská Slatina (allemand : Großslatina, hongrois : Nagyszalatna) est un village de Slovaquie situé dans la région de Banská Bystrica.

## Histoire
La première mention écrite du village date de 1332.

## Démographie

### Évolution de la population
| Année:               | 1994. | 2004.   | 2014.   | 2024. |
| -------------------- | ----- | ------- | ------- | ----- |
| Nombre de personnes: | 523   | 501     | 543     | 543   |
| Différence:          |       | -4,20 % | +8,38 % | +0 %  |

| Année:               | 2023. | 2024.   |
| -------------------- | ----- | ------- |
| Nombre de personnes: | 533   | 543     |
| Différence:          |       | +1,87 % |